# Stumilowy Las
Stumilowy Las (ang. Hundred Acre Wood, dosł. Las Stuakrowy) – fikcyjne miejsce, w którym mieszkają Kubuś Puchatek, Prosiaczek, Kłapouchy, Tygrys, Królik, Sowa Przemądrzała, Kangurzyca z Maleństwem oraz Krzyś. Toczy się w nim akcja książek dla dzieci A.A. Milne’a.
Stumilowy Las wzorowany jest na lesie Ashdown w angielskim East Sussex.

## Alternatywna nazwa
Od 2000 roku w filmach i serialach Disneya, z powodu wymogu płacenia praw autorskich fundacji, której Irena Tuwim przekazała tłumaczenie książki, zmieniono nazwę lasu na „Stuwiekowy Las”. Mimo to nazwa pojawia się nadal w większości przekładów książek wydawanych przez Egmont i serialu Moi przyjaciele – Tygrys i Kubuś.